# ダグラス・ブラック
サー・ダグラス・ブラック（Sir Douglas Black、1913年 - 2002年）は、ブラック・レポートの著者として有名なイギリスの医師である。

## 経歴
1913年にシェトランド諸島に生まれ、セント・アンドルーズ大学のビュート医学校にて学んだ。1933年には医学士を修得している。卒業後はオックスフォード大学にて水不足と脱水症の研究に取り組んでおり、1959年にはマンチェスター大学の医学部教授に就任した。
1974年にはイギリス政府の保健社会保障省の主任研究員となった。1977年から1983年まで英国内科医師会の会長を務めた。
1970年にはイギリスの労働党により健康格差の調査委員会の議長に命じられた。この委員会により作成された報告書は1980年に公表され、ブラック・レポートとして有名になった。ブラック・レポートは保守党政権下においては広まらなかったものの、次第に健康格差の知見に影響をもたらし、1992年にはペンギン・ブックスから『健康格差: ブラック・レポートと健康の分水嶺』が出版された。その後年には、カンブリア州西海岸のセラフィールドにある再処理工場周囲における小児白血病の調査委員会の議長を務めた。
1973年にはナイトを、1989年にはエルサレムの聖ヨハネ騎士団の名誉ナイト（Knight of the Most Venerable Order of St John of Jerusalem）をそれぞれ授与されている。2002年9月13日に死去。